# 팔리쿠스상과
팔리쿠스상과(Palicoidea)는 십각목에 속하는 갑각류 상과로 2개 과를 포함하고 있다. 전체 13개 속으로 이루어져 있으며, 팔리쿠스과에 속하는 2개 속은 화석으로만 알려져 있다. 현재, 팔리쿠스상과에 속하는 이 2개 과는 이전에는 팔리쿠스과의 아과로 간주하였다.

## 하위 분류
- 크로소토노투스과 (Crossotonotidae) Moosa & Serène, 1981
  - Crossotonotus A. Milne-Edwards, 1873
  - Pleurophricus A. Milne-Edwards, 1873
- 팔리쿠스과 (Palicidae) Bouvier, 1898
  - † Eopalicus Beschin, Busulini, De Angeli & Tessier, 1996
  - Exopalicus Castro, 2000
  - Miropalicus Castro, 2000
  - Neopalicus Moosa & Serène, 1981
  - Palicoides Moosa & Serène, 1981
  - Paliculus Castro, 2000
  - Palicus Philippi, 1838
  - Parapalicus Moosa & Serène, 1981
  - Pseudopalicus Moosa & Serène, 1981
  - Rectopalicus Castro, 2000
  - † Spinipalicus Beschin & De Angeli, 2003